# Андреяновы
Андрея́новы, два дворянских рода:
1) по Московской губернии, происходящий от Григория Андреевича Андреянова, верстанного поместным окладом в 1627 году;

2) по Новгородской губернии, происходящий от Моисея Андреянова, жалованного имением в 1670 году.

## Описание герба
Гербовник, VIII, 63 — Герб рода Андреяновых, потомства Григория Андреянова
Описание герба: Щит имеет вершину, составленную крестообразно из золота и голубого цвета, посредине которой находится шестиугольная звезда переменных с полями цветов. В нижнем красном пространном поле означены шпага и карабин, крестообразно проходящие сквозь серебряную луну. Щит увенчан дворянскими шлемом и короной со страусовыми перьями. Намёт на щите золотой, подложенный голубым.